# Miroslav Vodrážka
Miroslav Vodrážka (* 13. září 1954 Praha) je český publicista, filozof, undergroundový hudebník a herec, někdy vystupující též pod jménem Mirka Vodrážková.

## Život
V roce 1977, v období po vzniku Charty 77, veřejně vystoupil vyšplháním na sochu svatého Václava na Václavském náměstí, za což byl pro výtržnictví odsouzen k čtvrtroční nucené terapii a několika letům ochranného soudního dohledu. V 80. letech spoluorganizoval bytové semináře např. Egona Bondyho, Milana Balabána a Milana Machovce či konspirační schůzky mluvčích Charty 77.
Již od roku 1979, kdy byl zaměstnán jako tiskař v rozmnožovně, se spolupodílel na ilegálním vydávání undergroundového kulturního časopisu Vokno. Po sametové revoluci do roku 1992 na redakční práci v obnoveném Vokně znovu navázal. Publikoval i v řadě dalších periodik.
Svůj zájem dlouhodobě směřuje k otázkám feminismu. V letech 1991–1997 byl členem Nadace Gender Studies v Praze.
Věnuje se alternativní hudbě, mimo jiné ve spolupráci se sopranistkou Helenou Zaoralovou či americkou zpěvačkou Laurie Amat. Vydal několik alb, např. v roce 2015 „hudební dokument“ z 80. let Underground Temple Story.
Zaměstnán je v oddělení digitalizace archivních dokumentů Ústavu pro studium totalitních režimů. Je rovněž předsedou Nezávislé odborové organizace ÚSTR a členem Centra pro dokumentaci totalitních režimů.

## Dílo
Knižně vydal například:
- Chaokracie (Votobia 1997) – filosofický esej
- Esej o politickém harémismu. Kritická zpráva o stavu feminismu v Čechách (Zvláštní vydání 1999)
- deCivilizace (Pavel Mervart 2007) – výbor esejů z let 1990–2007 o undergroundu, chaosu, feminismu a transgenderu
- Filosofie tělesnosti dějin (Ústav pro studium totalitních režimů 2014)
- Výtvarné umění a jeho subverzní role v období normalizace, Centrum pro dokumentaci totalitních režimů, z.s., Praha 2019, ISBN 978-80-270-5668-2
- FUCK the system, esej o kontrakultuře, 516 s., Centrum pro dokumentaci totalitních režimů, z.s., Praha 2021, ISBN 978-80-11-00520-7

## Ocenění
V roce 2011 mu byla udělena Cena Václava Bendy.